# 崔斯頓·麥肯齊
崔斯頓·安德魯·麥肯齊（英語：Triston Andrew McKenzie，1997年8月2日—），為美國職棒大聯盟的投手，目前效力於克里夫蘭守護者。2015年美國職棒大聯盟選秀，他在首輪42順位被印地安人選中。

## 職業生涯
2020年8月22日，麥肯齊登上大聯盟。他主投6局就送出10次三振。整季他拿下2勝1敗，防禦率3.24。
2021年，麥肯齊進入球隊的先發輪值內。他在5月22日被下放3A。5月31日，他重返大聯盟後，寫下單場連續三振8名打者的隊史紀錄。雖然他表現起伏不定，但由於他的三振率比保送率高上不少，所以他仍持續獲得先發機會。7月9日，他主投7局送出9次三振，只被敲出1支安打和投出1次保送。
2022年，麥肯齊拿下11勝11敗，防禦率2.96。

## 個人生活
麥肯齊的弟弟T·J·麥肯齊，在2019年大聯盟選秀第39輪被紅雀隊選走。

## 外部連結
- 球員資訊和成績在MLB ，ESPN ，Baseball Reference ，Baseball Reference (Minors) ，Fangraphs ，The Baseball Cube （英文）